# EPOC (схема шифрования)
EPOC (англ. Efficient Probabilistic Public Key Encryption; эффективное вероятностное шифрование с открытым ключом) — это вероятностная схема шифрования с открытым ключом.
EPOC был разработан в ноябре 1998 г. Т. Окамото (англ. T. Okamoto), С. Учияма (англ. S. Uchiyama) и Э. Фудзисаки (англ. E. Fujisaki) из NTT Laboratories в Японии. Он основан на модели случайного оракула, в которой функция шифрования с открытым ключом преобразуется в безопасную схему шифрования с использованием (действительно) случайной хеш-функции; результирующая схема разработана так, чтобы быть семантически защищённой от атак на основе подобранного шифротекста.

### Виды схем
Функция шифрования EPOC — это функция OU (англ. Okamoto-Uchiyama), которую инвертировать так же сложно, как факторизировать составной целочисленный открытый ключ. Существует три версии EPOC:
- EPOC-1, использующий одностороннюю функцию(англ. trapdoor function) и случайную функцию (хеш-функцию)[3].;
- EPOC-2, использующий одностороннюю функцию, две случайные функции (хеш-функции) и шифрование с симметричным ключом (например, одноразовый блокнот и блочные шифры)[4];
- EPOC-3 использует одностороннюю функцию OU (англ. Okamoto-Uchiyama) и две случайные функции (хеш-функции), а также любую симметричную схему шифрования, такую как одноразовые блокноты (англ. one-time pad) или блочный шифр.

### Свойства[1][5]
EPOC обладает следующими свойствами:
1. EPOC-1 семантически безопасен, устойчив к атакам на основе подобранного шифротекста (IND-CCA2 или NM-CCA2) в модели случайного оракула[6] в предположении p-подгруппы, которое вычислительно сопоставимо с предположениями квадратичного вычета и вычетов более высокой степени.
2. EPOC-2 с одноразовым блокнотом семантически безопасен, устойчив к атакам на основе подобранного шифротекста (IND-CCA2 или NM-CCA2) в модели случайного оракула в предположении факторизации.
3. EPOC-2 с симметричным шифрованием семантически безопасен, устойчив к атакам на основе подобранного шифротекста (IND-CCA2 или NM-CCA2) в модели случайного оракула в рамках предположения факторизации, если базовое симметричное шифрование является безопасным против пассивных атак (атак вида, когда криптоаналитик имеет возможность только видеть предаваемые шифротексты и генерировать собственные, используя открытый ключ.).

## Предыстория
Диффи и Хеллман предложили концепцию криптосистемы с открытым ключом (или односторонней функции) в 1976 году. Хотя многое криптографы и математики провели обширные исследования, чтобы реализовать концепцию криптосистем с открытым ключом в течение более чем 20 лет, было найдено очень мало конкретных методов, которые являются безопасными.
Типичным классом методов является RSA-Rabin, представляющий собой комбинацию полиномиального алгоритма нахождения корня многочлена в кольце вычетов по модулю составного числа (в конечном поле)и неразрешимой задачи факторизации(по вычислительной сложности). Другим типичным классом методов является метод Диффи-Хеллмана, Эль-Гамаля, который представляет собой комбинацию коммутативного свойства логарифма в конечной Абелевой группе и неразрешимой задачи дискретного логарифма.
Среди методов RSA-Rabin и Diffie-Hellman-ElGamal для реализации односторонней функции ни одна функция, кроме функции Рабина и её вариантов, таких как её версии эллиптической кривой и Уильямса, не была доказана такой же надёжной, как примитивные задачи(например, задачи факторизации и дискретного логарифма).
Окамото и Учияма, предложили одностороннюю функцию, названную OU (англ. Okamoto-Uchiyama), которая практична, доказуемо безопасна и обладает некоторыми другими интересными свойствами.

### Свойствафункции OU[11]
1. Вероятностная функция: это односторонняя, вероятностная функция. Пусть {\displaystyle E(m,r)} — зашифрованный текст открытого текста {\displaystyle m} со случайным {\displaystyle r}.
2. Односторонность функции: Доказано, что инвертирование функции так же трудно, как факторизация {\displaystyle n:=p^{2}q}.
3. Семантическая стойкость: Функция семантически безопасна, если верно следующее предположение (предположение p-подгруппы): {\displaystyle E(0,r)=h^{r}{\text{ mod }}n} и {\displaystyle E(1,r')=gh^{r'}{\text{ mod }}n} вычислительно неразличимы, где {\displaystyle r} и {\displaystyle r'} равномерно и независимо выбраны из {\displaystyle \mathbf {Z} /n\mathbf {Z} }. Это предположение о неразличимости шифротекста для атак на основе подобранного открытого текста вычислительно сравнимо с поиском квадратичного вычета и вычета более высокой степени.
4. Эффективность: В среде использования криптосистем с открытым ключом, где криптосистема с открытым ключом используется только для распространения секретного ключа(например, длиной 112 и 128 бит) криптосистемы с секретным ключом(например, Triple DES и IDEA), скорость шифрования и дешифрования функции OU сравнима (в несколько раз медленнее) со скоростью криптосистем с эллиптической кривой.
5. Свойство гомоморфного шифрования: Функция обладает свойством гомоморфного шифрования: {\displaystyle E(m_{0},r_{0})E(m_{1},r_{1}){\text{ mod }}n=E(m_{0}+m_{1},r_{3}),{\text{ if }}m_{0}+m_{1}<p}(Такое свойство используется для электронного голосования и других криптографических протоколов).
6. Неразличимость шифротекста: Даже тот, кто не знает секретного ключа, может изменить зашифрованный текст, {\displaystyle C=E(m,r)}, на другой зашифрованный текст, {\displaystyle C'=Ch^{r'}{\text{ mod }}n}, сохраняя при этом открытый текст m (то есть {\displaystyle C'=E(m,r'')}), и связь между {\displaystyle C} и {\displaystyle C'} может быть скрыта (то есть {\displaystyle (C,C')} и {\displaystyle (C,E(m',t)} неразличимы). Такое свойство полезно для протоколов защиты конфиденциальности).

### Доказательство безопасности схемы шифрования
Одним из важнейших свойств шифрования с открытым ключом является доказуемая безопасность. Самое сильное понятие безопасности в шифровании с открытым ключом — это понятие семантической защиты от атак на основе подобранного шифротекста.
Доказано, что семантическая защита от атак на основе адаптивно подобранного шифротекста (IND-CCA2) эквивалентна (или достаточна) самому сильному понятию безопасности (NM-CCA2).
Фудзисаки и Окамото реализовали две общие и эффективные меры для преобразования вероятностной односторонней функции в защищённую схему IND-CCA2 в модели случайного оракула. Одна из них — это преобразование семантически безопасной (IND-CPA) односторонней функции в защищённую схему IND-CCA2. Другая, от односторонней функции (OW-CPA) и шифрования с симметричным ключом (включая одноразовый блокнот) до защищённой схемы IND-CCA2. Последнее преобразование может гарантировать полную безопасность системы шифрования с открытым ключом в сочетании со схемой шифрования с симметричным ключом.

## Схема шифрования EPOC

### Обзор
Схема шифрования с открытым ключом EPOC, которая задаётся триплетом {\displaystyle ({\mathcal {G}},{\mathcal {E}},{\mathcal {D}})}, где {\displaystyle {\mathcal {G}}}-операция генерации ключа, {\displaystyle {\mathcal {E}}}-операция шифрования и {\displaystyle {\mathcal {D}}}-операция дешифрования.
Схемы EPOC: EPOC-1 и EPOC-2.
EPOC-1 предназначен для распределения ключей, а EPOC-2 предназначен для распределения ключей и передачи зашифрованных данных, а также распределения более длинного ключа при ограниченном размере открытого ключа.

### Типы ключей
Существует два типа ключей: открытый ключ OU и закрытый ключ OU, оба из которых используются в криптографических схемах шифрования EPOC-1, EPOC-2.

#### OU открытый ключ[15]
Открытый ключ OU — это набор {\displaystyle (n,g,h,pLen)}, компоненты которого имеют следующие значения:
- {\displaystyle n} — неотрицательное целое число
- {\displaystyle g} — неотрицательное целое число
- {\displaystyle h} — неотрицательное целое число
- {\displaystyle pLen} — секретный параметр, неотрицательное целое число

На практике в открытом ключе OU модуль {\displaystyle n} принимает вид {\displaystyle n:=p^{2}q}, где {\displaystyle p} и {\displaystyle q} — два различных нечётных простых числа, а битовая длина {\displaystyle p} и {\displaystyle q} равна {\displaystyle pLen}. {\displaystyle g}-элемент в {\displaystyle (\mathbf {Z} /n\mathbf {Z} )^{*}} такой, что порядок {\displaystyle g_{p}} в {\displaystyle (\mathbf {Z} /p^{2}\mathbf {Z} )^{*}} равен {\displaystyle p}, где {\displaystyle g_{p}:=g^{p-1}{\text{ mod }}p^{2}}. {\displaystyle h}-элемент в {\displaystyle (\mathbf {Z} /n\mathbf {Z} )^{*}}.

#### OU закрытый ключ[15]
Закрытый ключ OU — это набор {\displaystyle (p,g,pLen,w)}, компоненты которого имеют следующие значения:
- {\displaystyle p} — первый фактор, неотрицательное целое число
- {\displaystyle h} — второй фактор, неотрицательное целое число
- {\displaystyle pLen} — секретный параметр, неотрицательное целое число
- {\displaystyle w} — значение {\displaystyle L(g_{p})}, где {\displaystyle L(x)={\frac {x-1}{p}}}, неотрицательное целое число

### EPOC-1[14]

#### Создание Ключа: G
Ввод и вывод {\displaystyle {\mathcal {G}}} следующие:
[Входные данные]: Секретный параметр {\displaystyle k}({\displaystyle =pLen}) — положительное целое число.
[Выходные данные]: Пара открытого ключа {\displaystyle (n,g,h,H,pLen,mLen,hLen,rLen)} и секретного ключа {\displaystyle (p,g_{p})}.
Операция {\displaystyle {\mathcal {G}}} со входом {\displaystyle k} выглядит следующим образом:
- Выберем два простых числа {\displaystyle p}, {\displaystyle q} ({\displaystyle |p|=|q|=k}) и вычислим {\displaystyle n:=p^{2}q}. Здесь {\displaystyle p-1=p'u} и {\displaystyle q-1=q'v} такое, что {\displaystyle p'} и {\displaystyle q'} — простые числа, а {\displaystyle |u|} и {\displaystyle |v|} такие, что {\displaystyle O(\log k)}.

- Выберем {\displaystyle g\in (\mathbf {Z} /n\mathbf {Z} )^{*}} случайным образом так, чтобы порядок {\displaystyle g_{p}:=g^{p-1}{\text{ mod }}p^{2}} был равен {\displaystyle p} (Заметим, что НОД({\displaystyle p}, {\displaystyle q-1}){\displaystyle =1} и НОД({\displaystyle q}, {\displaystyle p-1}){\displaystyle =1}).

- Выберем {\displaystyle h_{0}} из {\displaystyle (\mathbf {Z} /n\mathbf {Z} )^{*}} случайным образом и независимо от {\displaystyle g}. Вычислим {\displaystyle h:=h_{n}^{0}{\text{ mod }}n}.

- Установить {\displaystyle pLen:=k}. Установите {\displaystyle mLen} и {\displaystyle rLen} такими, что {\displaystyle mLen+rLen\leq pLen-1}.

- Выберем хеш-функцию {\displaystyle H:\{0,1\}^{*}\rightarrow \{0,1\}^{hLen}}.

Примечание: {\displaystyle g_{p}} является дополнительным параметром, повышающим эффективность дешифрования, и может быть вычислен из {\displaystyle p} и {\displaystyle g}. {\displaystyle h=g^{n}{\text{ mod }}n}, когда {\displaystyle hLen=(2+c_{0})k} ({\displaystyle c_{0}}-константа {\displaystyle >0}). {\displaystyle H} может быть зафиксирован системой и совместно использован многими пользователями.
Шифрование: E
Ввод и вывод {\displaystyle {\mathcal {E}}} следующие:
[Входные данные]: Открытый текст {\displaystyle M\in \{0,1\}^{mLen}} вместе с открытым ключом {\displaystyle (n,g,h,H,pLen,mLen,hLen,rLen)}.
[Выходные данные]: Шифротекст С.
Операция {\displaystyle {\mathcal {E}}} со входами {\displaystyle M}, {\displaystyle (n,g,h,H,mLen,rLen)} выглядит следующим образом:
- Выберем {\displaystyle R\in \{0,1\}^{rLen}} и вычислим {\displaystyle r:=H(M\parallel R)}. Здесь {\displaystyle M\parallel R} обозначает конкатенацию {\displaystyle M} и {\displaystyle R}.

- Вычислить {\displaystyle C}:

{\displaystyle C:=g^{(M\parallel R)}h^{r}{\text{ mod }}n.}
Дешифрование: D
Ввод и вывод {\displaystyle {\mathcal {D}}} следующие:
[Входные данные]: Шифротекст {\displaystyle C} наряду с открытым ключом {\displaystyle (n,g,h,H,pLen,mLen,hLen)} и секретным ключом {\displaystyle (p,g_{p})}.
[Выходные данные]: Открытый текст {\displaystyle M} или нулевая строка.
Операция {\displaystyle {\mathcal {D}}} со входами {\displaystyle C}, {\displaystyle (n,g,h,H,pLen,mLen,hLen)} и {\displaystyle (p,g_{p})} выглядит следующим образом:
- Вычислим {\displaystyle C_{p}:=C^{p-1}{\text{ mod }}p^{2}}, а {\displaystyle X:={\frac {L(C_{p})}{L(g_{p})}}{\text{ mod }}p}, где {\displaystyle L(x):={\frac {x-1}{p}}}.

- Проверим, верно ли следующее уравнение: {\displaystyle C=g^{X}h^{H(X)}{\text{ mod }}n}.

- Если выражение верно, то выведем {\displaystyle [X]^{mLen}} как расшифрованный открытый текст, где {\displaystyle [X]^{mLen}} обозначает наиболее значимые {\displaystyle mLen} биты в {\displaystyle X}. В противном случае выведем нулевую строку.

### EPOC-2[16][14]

#### Создание Ключа: G
Ввод и вывод {\displaystyle {\mathcal {G}}} следующие:
[Входные данные]: Секретный параметр {\displaystyle k}({\displaystyle =pLen}).
[Выходные данные]: Пара открытого ключа {\displaystyle (n,g,h,H,G,pLen,hLen,gLen,rLen)} и секретного ключа {\displaystyle (p,g_{p})}.
Операция {\displaystyle {\mathcal {G}}} со входом {\displaystyle k} выглядит следующим образом:
- Выберем два простых числа {\displaystyle p}, {\displaystyle q} ({\displaystyle |p|=|q|=k}) и вычислим {\displaystyle n:=p^{2}q}. Здесь {\displaystyle p-1=p'u} и {\displaystyle q-1=q'v} такое, что {\displaystyle p'} и {\displaystyle q'} — простые числа, а {\displaystyle |u|} и {\displaystyle |v|} такие, что {\displaystyle O(\log k)}.

- Выберем {\displaystyle g\in (\mathbf {Z} /n\mathbf {Z} )^{*}} случайным образом так, чтобы порядок {\displaystyle g_{p}:=g^{p-1}{\text{ mod }}p^{2}} был равен {\displaystyle p}.

- Выберем {\displaystyle h_{0}} из {\displaystyle (\mathbf {Z} /n\mathbf {Z} )^{*}} случайным образом и независимо от {\displaystyle g}. Вычислим {\displaystyle h:=h_{n}^{0}{\text{ mod }}n}.

- Установить {\displaystyle pLen:=k}. Установите {\displaystyle mLen} и {\displaystyle rLen} такими, что {\displaystyle mLen+rLen\leq pLen-1}.

- Выберем хеш-функции {\displaystyle H:\{0,1\}^{*}\rightarrow \{0,1\}^{hLen}} и {\displaystyle G:{0,1}^{*}\rightarrow \{0,1\}^{hLen}}.

Примечание: {\displaystyle g_{p}} является дополнительным параметром, повышающим эффективность дешифрования, и может быть вычислено из {\displaystyle p} и {\displaystyle g}. {\displaystyle h=g^{n}{\text{ mod }}n}, когда {\displaystyle hLen=(2+c_{0})k} ({\displaystyle c_{0}}-константа {\displaystyle >0}). {\displaystyle H} и {\displaystyle G} могут быть зафиксированы системой и совместно использованы многими пользователями.
Шифрование: E
Пусть {\displaystyle SymE=(SymEnc,SymDec)} — пара алгоритмов шифрования и дешифрования с симметричным ключом {\displaystyle K}, где длина {\displaystyle K} равна {\displaystyle gLen}. Алгоритм шифрования {\displaystyle SymEnc} принимает ключ {\displaystyle K} и открытый текст {\displaystyle X} и возвращает зашифрованный текст {\displaystyle SymEnc(K,X)}. Алгоритм расшифровки {\displaystyle SymDec} принимает ключ {\displaystyle K} и зашифрованный текст {\displaystyle Y} и возвращает открытый текст {\displaystyle SymDec(K,Y)}.
Ввод и вывод {\displaystyle {\mathcal {E}}} следующие:
[Входные данные]: Открытый текст {\displaystyle M\in \{0,1\}^{mLen}} вместе с открытым ключом {\displaystyle (n,g,h,H,G,pLen,hLen,gLen,rLen)} и {\displaystyle SymEnc}.
[Выходные данные]: Зашифрованный текст {\displaystyle C=(C_{1},C_{2})}.
Операция {\displaystyle {\mathcal {E}}} со входами {\displaystyle M}, {\displaystyle (n,g,h,H,G,pLen,hLen,gLen,rLen)} и {\displaystyle SymEnc} выглядит следующим образом:
- Выберем {\displaystyle r\in \{0,1\}^{rLen}} и вычислим {\displaystyle G(R)}.

- Вычислим {\displaystyle H(M\parallel R)}. Здесь {\displaystyle M\parallel R} обозначает конкатенацию {\displaystyle M} и {\displaystyle R}.

- {\displaystyle C_{1}:=g^{R}h^{H(M\parallel R)}{\text{ mod }}n}; {\displaystyle C_{2}:=SymEnc(G(R),M)}

Примечание: типичный способ реализации {\displaystyle SymE} — это одноразовый блокнот. То есть, {\displaystyle SymEnc(K,X):=K\oplus X}, и {\displaystyle SymDec(X,Y):=X\oplus Y} , где {\displaystyle \oplus } обозначает операцию побитового исключающего ИЛИ.
Дешифрование: D
Ввод и вывод {\displaystyle {\mathcal {D}}} следующие:
[Входные данные]: Шифротекст {\displaystyle C=(C_{1},C_{2})} наряду с открытым ключом {\displaystyle (n,g,h,H,G,pLen,hLen,gLen,rLen)}, секретным ключом {\displaystyle (p,g_{p})} и {\displaystyle SymDec}.
[Выходные данные]: Открытый текст {\displaystyle M} или нулевая строка.
Операция {\displaystyle {\mathcal {D}}} со входами {\displaystyle C=(C_{1},C_{2})}, {\displaystyle (n,g,h,H,G,pLen,hLen,gLen)}, {\displaystyle (p,g_{p})} и {\displaystyle SymDec} выглядит следующим образом:
- Вычислим {\displaystyle C_{p}:=C^{p-1}{\text{ mod }}p^{2}}, а {\displaystyle R':={\frac {L(C_{p})}{L(g_{p})}}{\text{ mod }}p}, где {\displaystyle L(x):={\frac {x-1}{p}}}.

- Вычислим {\displaystyle M':=SymDec(G(R'),C_{2}).}

- Проверим, верно ли следующее уравнение: {\displaystyle C=g^{R'}h^{H(M'\parallel R')}{\text{ mod }}n}.

- Если выражение верно, то выведем {\displaystyle M'} как расшифрованный открытый текст. В противном случае выведем нулевую строку.